# Am I the Drama?
Am I the Drama? —en español: ¿Soy yo el drama?— es el próximo segundo álbum de estudio de la rapera estadounidense Cardi B. Esta programado a lanzarse el 19 de septiembre de 2025 bajo el sello de Atlantic Records y sirve como la continuación esperada de su álbum debut Invasion of Privacy (2018).

## Antecedentes y desarrollo
Tras el lanzamiento de Invasion of Privacy en 2018, Cardi B se tomó un tiempo libre para centrarse en la maternidad y se aventuró en otras formas de entretenimiento, incluida la televisión y la moda.  «WAP», con la colaboración de Megan Thee Stallion, se publicó el 7 de agosto de 2020, y le siguió «Up» el 5 de febrero de 2021. La rapera reveló que el álbum saldría al mercado en breve, pero el proyecto se retrasó varias veces, alegando perfeccionismo y presión por estar a la altura de las expectativas. 
Llegando más de siete años después de su predecesor, el proyecto se grabó durante un período de seis años y contará con colaboraciones de artistas con los que ha trabajado anteriormente, así como con nuevos colaboradores.  Tras compartir un adelanto relacionado con un anuncio el 22 de junio de 2025, la rapera reveló oficialmente la portada del álbum y la fecha de lanzamiento al día siguiente a través de las redes sociales. «Am I the Drama?» contará con veintitrés temas, entre los que se incluyen «WAP», «Up» y el sencillo principal, «Outside».

## Lista de canciones
- Edición estándar

| Am I the Drama? |                                 | |                                                        |          |  |
| N.º             | Título                          | Escritor(es) | Productor(es)                                          | Duración |  |
| 5.              | «Imaginary Playerz»             | Almanzar · Herman Chaney · René Moore · Angela Winbush · Daven Vanderpool · Shawn Carter                                                    | DJ SwanQo · OctaneThisThatGas · Sean Island            | 3:27     |  |
| 12.             | «Outside»                       | Almanzar · Ernest Brown III · James D. Steed · Jerdone Thorpe · Orville Hall · Phillip Prince ·Roosevelt Jean · Yakki Davis · Micaela Moore | Charlie Heat · HeyMicki                                | 3:26     |  |
| 22.             | «Up»                            | Almanzar · Edis Selmani · Steed · Thorpe · Joshua Baker · Matthew Allen                                                                     | DJ SwanQo · Pardison Fontaine · Sean Island · Yung Dza | 2:36     |  |
| 23.             | «WAP» (con Megan Thee Stallion) | Almanzar · Austin Owens · Frank Rodriguez · James Foye IIIT · horpe · Megan Pete                                                            | Ayo the Producer · Keyz                                | 3:07     |  |